# Grigorij Majranowski
Grigorij Moisiejewicz Majranowski (ros. Григо́рий Моисе́евич Майрано́вский, ur. 1899 w Batumi (lub w Baku), zm. 1964 (według innych informacji w 1971) w Machaczkale) - funkcjonariusz NKWD, pułkownik służby medycznej MGB ZSRR, zbrodniarz komunistyczny, znany jako „doktor Śmierć”.

## Życiorys
Urodzony w żydowskiej rodzinie, od 1917 studiował medycynę na uniwersytecie w Tyflisie, następnie w Baku, podczas studiów należał do partii Bund, od 1920 w RKP(b). W latach 1922–1923 studiował w Moskwie. Później wykładał medycynę i był kierownikiem ambulatorium w moskiewskiej fabryce. Od 1928 wykładowca w Instytucie Biochemicznym, 1933-1935 kierownik wydziału toksykologicznego tego instytutu, od 1934 zastępca dyrektora. Od 1935 pracownik Wszechzwiązkowego Instytutu Medycyny Eksperymentalnej, gdzie od 1937 kierował tajnym spec-laboratorium toksykologicznym Wydziału Farmakologii. Od 1937 w 12 Wydziale Głównego Zarządu Bezpieczeństwa Państwowego. W ścisłym porozumieniu z Berią i Mierkułowem przeprowadzał doświadczenia na więźniach skazanych na karę śmierci, mordował ich przy pomocy różnych trucizn. Na polecenie kierownictwa MGB ZSRR brał udział w tajnych zabójstwach przeciwników politycznych. Testował na więźniach m.in. iperyt siarkowy, digitoksynę, kolchicynę, tal, związki arsenu, cyjanku potasu i sodu, akonitynę (przyznał się do zamordowania za jej pomocą 10 osób), strychninę i kurarę. Od 1943 pułkownik służb medycznych NKWD i profesor medycyny. W czerwcu 1946 brał udział w zamordowaniu polskiego inżyniera Nauma Sameta pracującego dla wywiadu wojskowego, we wrześniu 1946 w zamordowaniu ukraińskiego działacza Ołeksandra Szumskiego, latem 1947 zamordował w więzieniu Amerykanina Isaiaha Ogginsa, byłego agenta sowieckiego. 1 listopada 1947 wraz z Naumem Eitingonem i Pawłem Sudopłatowem przygotował morderstwo greckokatolickiego biskupa Użhorodu, Teodora Romży. Według Pawła Sudopłatowa, w lipcu 1947 zamordował szwedzkiego dyplomatę Raoula Wallenberga. 13 grudnia 1951 aresztowany, 14 lutego 1953 skazany na 10 lat więzienia. Zwolniony 13 grudnia 1961.

## Odznaczenia
- Order Czerwonej Gwiazdy (5 listopada 1944)
- Order „Znak Honoru” (20 września 1943)
- Odznaka „Zasłużony Funkcjonariusz NKWD” (27 kwietnia 1940)

I 6 medali.